# Emma Frost
Pour les articles homonymes, voir Reine blanche et Frost.
Emma Frost, alias la Reine blanche (« White Queen » en VO), est une ancienne super-vilaine et actuelle super-héroïne évoluant dans l'univers Marvel de la maison d'édition Marvel Comics. Créé par le scénariste Chris Claremont et le dessinateur John Byrne, le personnage de fiction apparaît pour la première fois dans le comic book Uncanny X-Men #129 en janvier 1980.
Emma Frost est une mutante possédant de vastes pouvoirs télépathiques. À l'origine, elle combattait en tant que membre du Club des damnés mais quitta son groupe pour finalement rejoindre les X-Men.

## Biographie du personnage

### Origines
Emma Frost apparaît pour la première fois en tant que Reine blanche du Club des damnés, un groupe de mutants maléfiques habillés façon XVIIIe siècle et projetant la domination du monde. Frost et les agents du Club capturent de nombreux membres des X-Men. Elle-même combat la X-woman Jean Grey (Phénix) dans un duel psychique, d’où elle sort perdante et dans un très mauvais état, avant de finalement s'en remettre.
Simultanément à son rôle de Reine blanche du Club des damnés, Emma Frost dirige l'Académie du Massachusetts (en), une école qui sert de façade légale pour son groupe de jeunes mutants, ayant la même fonction que l'Institut  Xavier du Professeur Xavier et des X-Men. À cette période, Frost lutte fréquemment avec Xavier pour enrôler avant lui de jeunes mutants qui viennent de manifester leur pouvoirs (comme Kitty Pryde ou Firestar). Les étudiants de Frost deviennent par la suite des membres de l'équipe des Hellions, les super-vilains attitrés de leurs ennemis les Nouveaux Mutants, proches des X-Men.

### Mort des Hellions
Dans le comic book Uncanny X-Men #281 (1991), le mutant voyageur temporel Trevor Fitzroy lâche des robots chasseurs de mutants appelés les Sentinelles sur Frost et les Hellions, dans le cadre d'un jeu morbide entre les Parvenus. Frost tombe dans le coma à la suite de cette attaque et ses étudiants sont tués par Fitzroy. Celui-ci aspire l'énergie des Hellions capturés pour ouvrir un portail temporel et faire venir de son futur des criminels mutants, couvrant ainsi sa fuite.
Les X-Men présents (l'équipe « Gold ») rapatrient une Emma Frost comateuse à leur quartier général. Elle s'éveille plus tard et prend possession du corps de l'X-man Iceberg, utilisant le plein potentiel de ses pouvoirs comme celui-ci ne l'avait jamais fait auparavant. Frost échappe aux X-Men mais est complètement dévastée en apprenant la mort de ses étudiants. Charles Xavier l'encourage alors à reprendre possession de son corps, ce qui laisse Iceberg en état de choc. Elle s'allie peu après aux X-Men pour contrer les assauts de la Phalange envers de jeunes mutants, qui formeront peu après le groupe Generation X.

### Generation X
Emma Frost devient la codirectrice de la jeune équipe de Generation X avec le mutant Sean Cassidy, alias le Hurleur. Si elle inspire initialement la méfiance à ses protégés, elle parvient peu à peu à s'humaniser et à se rapprocher d'eux, en faisant le deuil des Hellions.
Cependant, elle doit associer sa sœur, Adrienne Frost, à la direction de l'École. Adrienne fait de celle-ci une véritable école privée dans laquelle travaillent de jeunes étudiants humains, inconscients des pouvoirs que possèdent leurs condisciples. Elle fait alors courir la rumeur que certains des élèves sont des mutants, déclenchant ainsi la panique parmi les étudiants, et pose plusieurs bombes dans l'établissement. L'une d'elles tue Everett, alias Synch. Emma abat sa sœur d'une balle dans le ventre. Cet évènement est le commencement de la fin pour Generation X dont les membres se séparent peu après. Emma rejoint alors l'île de Genosha en qualité de professeur, jusqu'à l'attentat perpétré par Cassandra Nova.

### Chez les Astonishing X-Men
Par la suite, Emma Frost fait partie des Astonishing X-Men, une équipe composée de Scott Summers (Cyclope), Kitty Pryde (Shadowcat), Wolverine, le Fauve et de Colossus, récemment ressuscité.
Frost entretient alors une relation amoureuse avec Scott Summers, après la mort de son épouse Jean Grey. Avec Cyclope, Frost est la nouvelle codirectrice de l'Institut Xavier, Charles Xavier étant parti sur Genosha pour tenter de reconstruire l'île, épaulé par son ami et ennemi Magnéto. La relation d'Emma avec Scott avait d'ailleurs déjà commencé, de manière télépathique, du vivant de Jean Grey. Mais cette romance ne ravit pas à la jeune Rachel Summers, la fille de Cyclope et de Jean Grey issue d'un futur alternatif (dans l'histoire Days of Future Past).
Frost supervise également la nouvelle jeune équipe mutante des Hellions au sein de l'Institut Xavier.
Sa loyauté vis-à-vis des X-Men est une question récurrente, du fait que sa survie à l'extermination des mutants sur l'île de Genosha a été due à Cassandra Nova, tout comme sa mutation secondaire. En effet, Nova l'utilise comme membre infiltré du Club des damnés chez les X-Men et manipule ceux-ci depuis un moment. Toutefois, la question de l'évolution de son comportement et de sa relation avec Cyclope reste posée.

## Pouvoirs

### Pouvoirs psychiques
Emma Frost est une mutante dotée de vastes pouvoirs télépathiques de haut niveau.
- Emma Frost peut lire dans la pensée d'autrui, enregistrer télépathiquement un grand nombre d'informations, créer des illusions psychiques ou se rendre invisible aux yeux des autres en manipulant leurs pensées, et implanter des suggestions hypnotiques pour créer des blocages mentaux ou de faux souvenirs.
- Elle peut générer des rafales d'énergie psychique ou malmener mentalement un individu jusqu’à l'évanouissement, en provoquant chez lui de terribles maux de tête.
- Elle peut isoler mentalement une douleur ou au contraire l'attiser chez une personne.
- Elle peut projeter sa forme astrale à des kilomètres à la ronde.
- Elle peut réorganiser télépathiquement les engrammes cérébraux d'autres personnes pour les rendre psioniquement indétectables ou invisibles aux technologies détectant les mutants.
- Elle peut aussi augmenter la capacité et la vitesse de transmission de l'influx nerveux chez une personne au niveau synaptique, augmentant ainsi temporairement ses facultés cognitives et/ou ses pouvoirs.

Comme tous les télépathes, Emma Frost peut psychiquement détecter les schémas cérébraux des autres mutants — qui sont différents de ceux des humains —, et donc déterminer si une personne est mutante ou non.
Son niveau de puissance est tel qu'elle est tout à fait capable de maîtriser Cerebro, un appareil que seuls les télépathes les plus doués peuvent utiliser. Elle a d'ailleurs été classée par Exodus parmi les cinq plus puissants télépathes terrestres avec Jean Grey, le professeur Xavier et Mister Sinistre.
Elle se sert souvent de sa télépathie pour traiter les problèmes psychologiques de ses patients, car elle est avant tout une fine psychologue et une thérapeute attentive. En effet, son utilisation pointue de l'énergie psionique lui permet d'exercer un contrôle absolu sur toutes les fonctions cérébrales individuelles, lui permettant ainsi en manipulant la structure même du cerveau de guérir les blessures, réparer les handicaps, modifier la neurochimie du cerveau, etc. Cette utilisation de la télépathie est inhabituelle et dangereuse même pour les plus puissants télépathes, mais Emma Frost tient toutefois à le faire quand elle peut en tirer des bénéfices.
La Reine blanche peut modifier la « pensée » des gens. Elle est très douée en contrôle mental, essentiellement quand ses cibles sont à portée de vue. En quelques occasions, elle a montré qu'elle pourrait avoir un potentiel talent de télékinésiste. Ainsi, lorsque la psyché errante de Jean Grey prit possession du corps et du cerveau d'Emma, elle fut capable de générer un champ de force télékinétique et de voler dans les airs. Cependant, le professeur Xavier expliqua que le transfert effectué par Jean était tellement profond et complet qu'il était possible que Jean ait transféré sa propre télékinésie.
Pendant la saga Onslaught, Emma Frost a inconsciemment fait léviter plusieurs ustensiles de cuisine alors qu'elle cauchemardait. Mais, durant cette période, Onslaught et Nate Grey avaient causé de tels dommages dans le plan astral que de nombreux talents psi étaient devenus imprévisibles. Néanmoins, quand le mutant Synch s'est synchronisé avec les pouvoirs de Frost, il a été capable de les utiliser pour faire léviter divers objets et individus dans sa chambre. Ce phénomène, défini par Sean Cassidy et Emma elle-même comme de la télékinésie, a été crédité par Synch aux pouvoirs psy d'Emma. Synch a également expliqué que la télépathie d'Emma semblait être affectée par une énergie mystérieuse générée par les jumelles Sainte-Croix, énergies qui les protégeaient également des effets de cette soudaine télékinésie.
La question reste toutefois posée de savoir si Emma Frost possède ou non des pouvoirs télékinétiques latents, ou si ses pouvoirs télépathiques peuvent juste servir de conducteur à la télékinésie d'autres mutants autour d'elle.

### Corps cristallin
À la suite de l'attentat perpétré par Cassandra Nova à Genosha, Emma Frost a acquis un nouveau pouvoir : elle peut recouvrir sa peau d'une matière cristalline semblable au diamant, transformant ainsi son corps en diamant organique et devenant quasi indestructible, à la manière de Colossus.
Sous cette forme, elle est dotée d'une force et d'une résistance surhumaine, pouvant résister à des températures extrêmes, soulever (ou exercer une pression équivalente à) environ 2 tonnes. Elle ne se fatigue pas et son corps réfléchit la lumière. Elle est aussi insensible aux émotions.
Ses ongles deviennent tranchants (elle peut fendre du verre renforcé) et la seule chose capable de la détruire est une balle en diamant (ce qui a pour effet de la briser en mille morceaux). Si elle joint ses lèvres en cristal, elle est capable d’émettre un sifflement extrêmement douloureux qui peut aussi être entendu par ses complices dans un rayon de plusieurs kilomètres.
Elle a depuis pris l'habitude de combattre sous cette forme, mais elle ne peut alors plus utiliser son pouvoir de télépathie ; cependant, sa peau en diamant lui confère une protection psychique importante. Pour la vaincre, les télépathes adverses doivent la forcer à abandonner cette forme pour espérer pénétrer son esprit.

### Force Phénix
Lors de sa possession par une partie de la Force Phénix (en), Emma Frost a acquis de nouveaux pouvoirs en plus des originaux. Elle peut ainsi manier l'énergie cosmique de la Force Phénix de diverses manières, pour enflammer ses ennemis ou simplement projeter des rafales énergétiques sous forme de feu cosmique par exemple.
Elle a aussi gagné des pouvoirs télékinétiques et la capacité de voler dans les airs. La puissance de sa télépathie ayant été accrue, elle est capable de se connecter à tous les esprits de la Terre en même temps. De même, sa force physique a été augmentée jusqu'à la classe 100+, si bien qu'elle a pu défaire Thor armé de Mjöllnir, au cours d'un combat physique. Sous sa forme cristalline, elle est devenue presque invulnérable ; même les griffes en adamantium de X-23 n'ont pu la blesser.
Quand Thor la brisa en mille morceaux sous sa forme cristalline, elle parvint à contrôler mentalement chaque fragment pour les faire pleuvoir sur lui, puis parvint à se reformer.
Malgré ses nouveaux pouvoirs, Emma Frost n'est pas sans faiblesse. Des armes Shi'ar spéciales, l'énergie chi d'Iron Fist et la « magie du chaos » de la Sorcière rouge ont montré posséder la capacité de nuire aux Avatars de la Force Phénix.

## Capacités

### Talents
En complément de ses pouvoirs, Emma Frost est une bonne combattante au corps à corps, s'étant à l'origine entraînée par elle-même avant de se perfectionner au sein des X-Men. Elle a ainsi été capable, sous sa forme cristalline, de combattre simultanément Bishop et Sage jusqu'à ce que Bishop soit forcé de lui tirer dessus pour la mettre hors d'état de nuire. Durant un entraînement sans pouvoirs, elle combattit et défit une demi-douzaine de clones de Sinistre. Elle a aussi affronté des êtres transformés en créatures semblables au Lézard sans avoir besoin de recourir à ses pouvoirs, et a affronté honorablement sous sa forme cristalline Wolverine, Gambit et Tornade, eux aussi transformés en Lézard, pour laisser le temps à Spider-Man de venir l'aider.
Ayant passé de nombreuses années à entraîner et former de jeunes mutants, Emma Frost a acquis des connaissances poussées sur les pouvoirs mutants et leur fonctionnement. Quand elle a possédé le corps d'Iceberg, elle était capable d'utiliser les pouvoirs thermiques de Bobby Drake pour faire des choses que lui-même n'avait jamais pu faire auparavant. Elle est de même la seule à avoir découvert que l'inaptitude de Scott Summers (Cyclope) à contrôler sa rafale optique n'était en fait que le résultat d'un blocage mental que Scott s'était imposé à lui-même dans son jeune âge, et non pas à cause d'un dommage cérébral comme on le croyait auparavant. Elle pratiqua alors une chirurgie psychique sur Scott, ce qui lui permit de contrôler pendant un certain temps son pouvoir.
Hautement qualifiée en électronique, elle peut inventer ou réparer des machines amplifiant l'énergie psionique. Elle a ainsi créé le « Multivac », un localisateur de mutants (similaire à Cerebro) capable de contrôler leur niveau d'énergie psionique ; l’« Hallucinateur » qu'elle utilise pour induire des illusions hypnotiques dans l'esprit des autres ; ou encore le « Mindtap » qui permit au Cerveau du Club des damnés d'amplifier ses pouvoirs pour projeter des illusions directement dans l'esprit de Phénix. De même, elle a conçu un pistolet spécial capable d'échanger des psychés entre deux corps, qu'elle utilisa contre Tornade des X-Men.

### Éducation et personnalité
Emma Frost a suivi un cursus universitaire à l'Empire State University (en) (ESU), une faculté imaginaire de l'univers Marvel basée à New York. Diplômée de sexologie, elle possède une licence (Bachelors) en Science de l’éducation, avec une option mineure en Administration des affaires.
Née dans un milieu fortuné, elle reçut très jeune une éducation poussée dans les arts et la culture. Femme raffinée et cultivée, elle possède des connaissances très approfondies en littérature (elle connait ainsi tout Lord Byron par cœur), histoire, philosophie, sociologie, histoire de l'art, politique, finance, droit et dans les arts. Elle s'intéresse également aux produits de luxe (comme le champagne ou le caviar) et aux domaines liés au luxe (comme l'œnologie ou la haute couture). Elle choisit d'ailleurs toute sa garde-robe selon un mélange de mode SM, pin-up et vintage.
Femme d'affaires et stratège de génie, Emma Frost est la fondatrice de Frost Entreprise dont elle est la PDG depuis des années. C'est une multinationale basée à New York, rivale de Stark Enterprises et de Worthington Industries, spécialisée dans les transports maritimes, l’ingénierie aérospatiale et les nouvelles technologies. Quelques années plus tard, grâce au développement de son entreprise, elle rebaptise celle-ci Frost International.
Douée d'une haute intelligence, elle est tout à fait capable de faire partie du Club des damnés ou des X-Men tout en dirigeant son entreprise, et ainsi acquérir une fortune colossale.
Rusée et machiavélique, c'est une manipulatrice hors pair qui, même sans ses pouvoirs, peut pousser les autres à faire ce qu'elle désire. À de nombreuses reprises, elle a montré des capacités pour le leadership, l'administration et la tactique, que ce soit au sein du Club des damnés, à la tête de l'Académie du Massachusetts ou de l'Institut Xavier, ou encore en tant que leader des X-Men. Prête à tout, elle sait anticiper le cours des événements pour se ranger du côté des vainqueurs.

## Versions alternative

### Old Man Logan
Dans cet univers parallèle, les super-héros ont été massacrés par une coalition de super-vilains menés par Crâne rouge. Emma a épousé le Docteur Fatalis (qui dirige désormais une partie des États-Unis) afin de protéger les derniers mutants.

## Apparitions dans d'autres médias

### Télévision
Emma Frost est interprétée par Finola Hughes dans le téléfilm Generation X.
La voix du personnage d'Emma Frost est assurée par Yamagata Kaori dans la série animée de Madhouse X-Men, issue de la tétralogie Marvel Anime.

### Cinéma

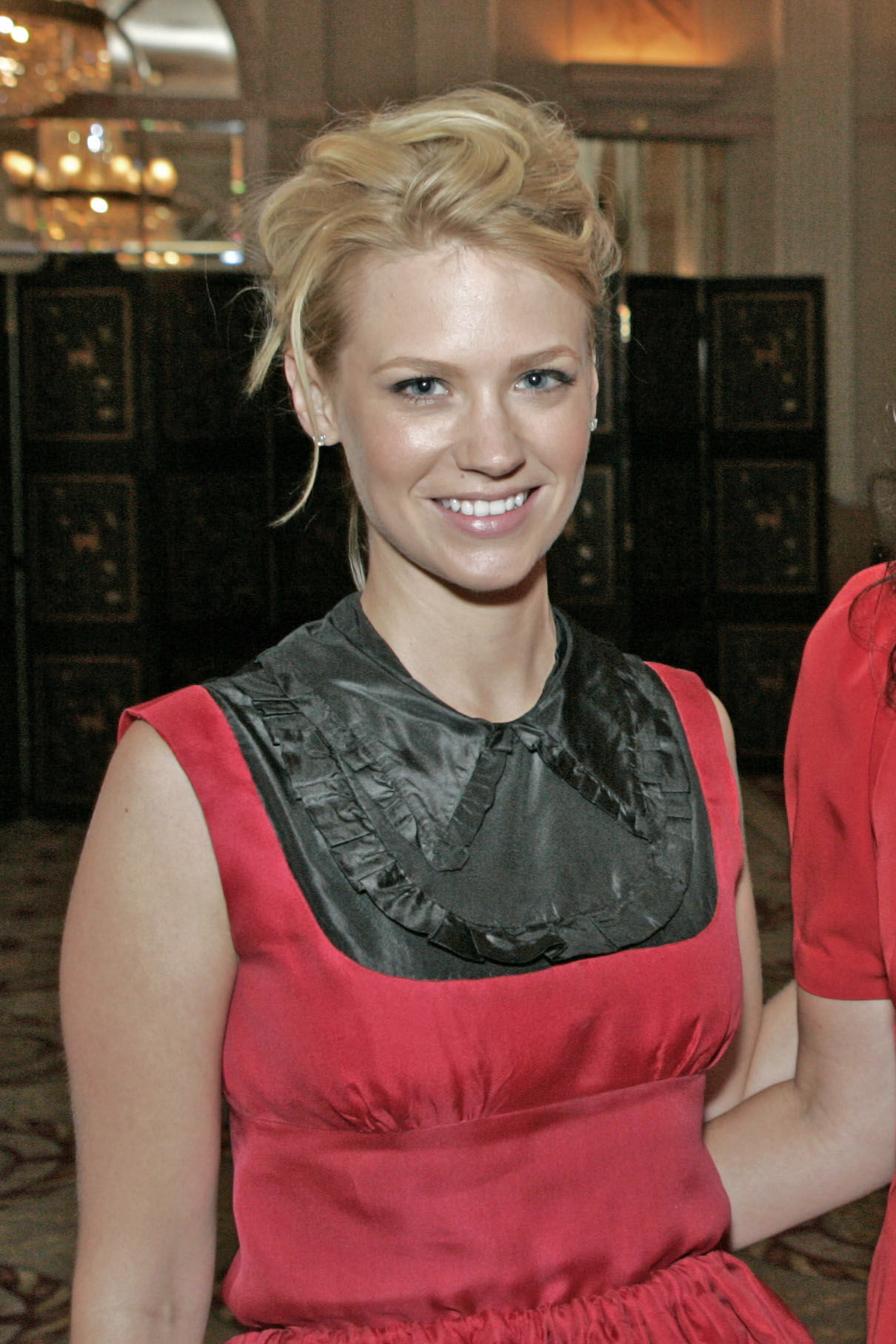
L'actrice January Jones interprète le personnage au cinéma dans le film X-Men : Le Commencement (2011).

Dans X-Men Origins: Wolverine, La sœur de Kayla / Silver Fox porte le nom d'Emma (interprétée par Tahyna Tozzi). Or, dans la promotion du film ainsi que la présentation de la fiche des personnages dans les bonus du support vidéo, elle est d'abord présentée comme Emma Frost. Mais par la suite, pour être cohérent avec X-Men : Le Commencement, les réalisateurs en ont fait un personnage qui s'inspire seulement d'Emma Frost, qui est incarné par January Jones. La véritable Emma Frost apparaît donc seulement dans X-Men : Le Commencement.
Lors du développement du film préquel X-Men : Le Commencement, la productrice Lauren Shuler Donner précise en effet que ce sera la première apparition cinématographique du personnage. Dans ce film, c'est une alliée de Sebastian Shaw qui compte accentuer la Guerre froide. Elle rejoint finalement Magnéto après qu'il a tué Shaw. Dans X-Men: Days of Future Past, Magnéto évoque la mort d'Emma Frost.

### Jeux vidéo
- Emma Frost (en tant que Reine Blanche) est un « boss » de The Uncanny X-Men (1989) sur NES, X-Men: Madness in Murderworld (1989) et le jeu d'arcade X-Men édité par Konami (1992).
- Emma Frost est un personnage joueur dans X-Men Legends (2004) mais un personnage non-joueur dans la suite, X-Men Legends II : L'Avènement d'Apocalypse (2005).
- Emma Frost un personnage joueur dans Marvel Super Hero Squad Online, doublée Grey DeLisle.
- Emma Frost est un personnage non-joueur X-Men: Destiny, où elle est doublée par Kari Wahlgren.
- Emma Frost apparaît comme personnage à utilisation limitée dans Marvel: Avengers Alliance (en).
- Emma Frost est un personnage jouable dans le MMORPG Marvel Heroes[3].
- Emma Frost est un personnage jouable dans Lego Marvel Super Heroes[4], elle est débloquée à la X-mansion.
- Emma Frost est un personnage joueur dans Marvel Rivals, depuis la saison 2 du jeu le 11 avril 2025, doublée Laura Post.